# Dějiny Lucemburska

Malý státní znak Lucemburska

Dějiny Lucemburska jsou pevně spojeny zejména s historií okolních zemí. Dějiny území dnešního Lucemburska by se daly počítat od dob antického Říma (první zmínka o tomto teritoriu pochází od Julia Caesara v Zápiscích o válce galské), samotná historie Lucemburska se počítá od roku 963, kdy zde vzniklo hrabství. Dějiny samostatného Lucemburska se odvíjejí od vzniku lucemburského hradu. V letech 1308–1441 prožívalo Lucembursko zlatou éru pod vládou Lucemburků. V této době lucemburští panovníci měli na hlavě nezřídka korunu římských králů i korunu českou a byly vůdčím rodem celé Evropy. Roku 1441 však Lucemburské vévodství získali burgundští vévodové a krátce na to Habsburkové. Jejich španělská a posléze rakouská větev zemi vládla až do konce 18. století. Poté bylo přičleněno k Francii. Nezávislost získalo roku 1815 na Vídeňském kongresu. Tento rok Lucemburčané dnes považují za datum vzniku svého státu. Zpočátku bylo v personální unii s Nizozemskem, roku 1890 ale země získala vlastní královskou dynastii, čímž se oslabil vliv nizozemský a posílil německý. Po druhé světové válce se Lucembursko stalo mimořádně agilní v otázce evropské integrace a kolektivní bezpečnosti.

## Prehistorie

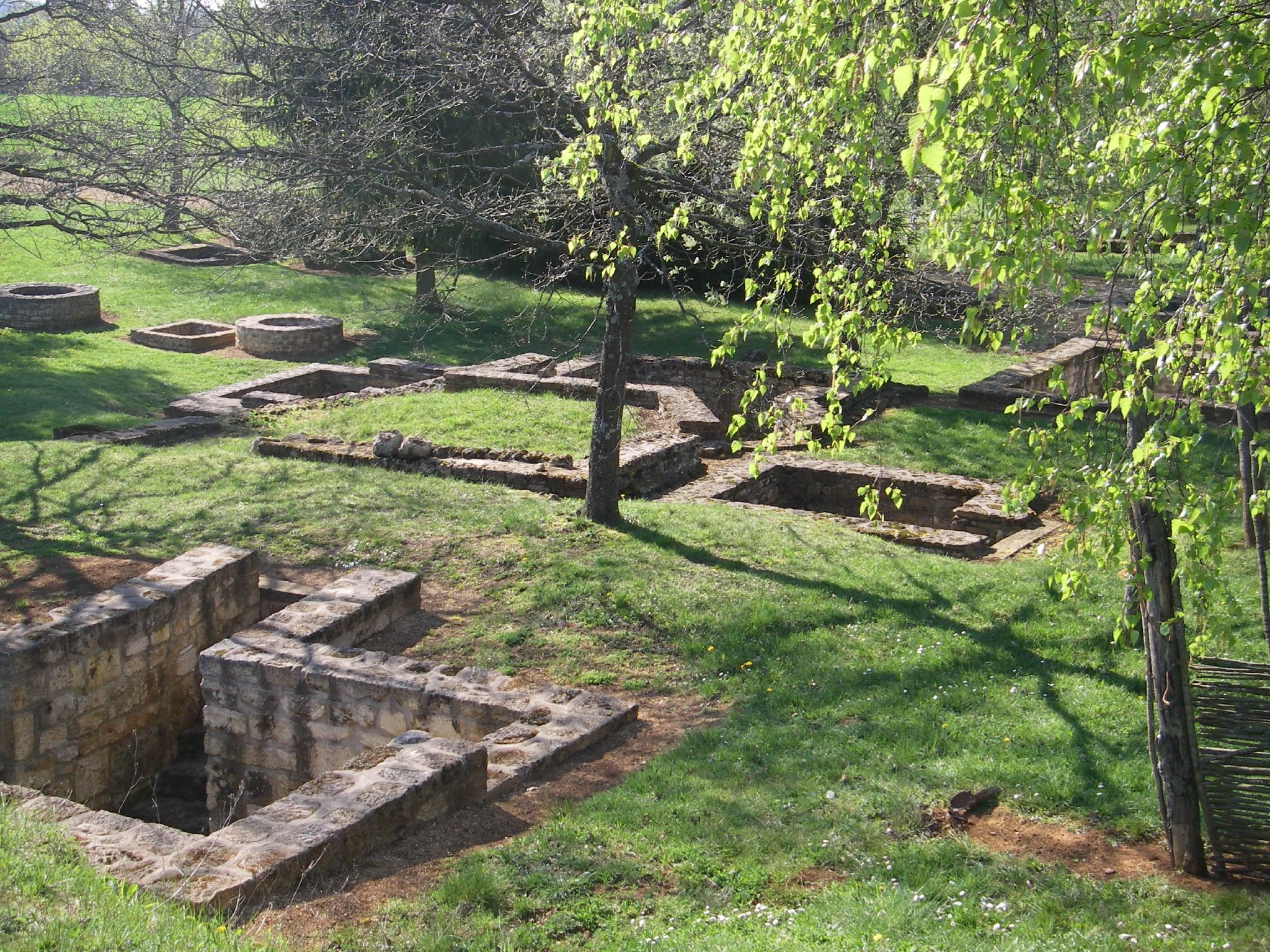
Poůstatky treverského osíldení v Titelbergu

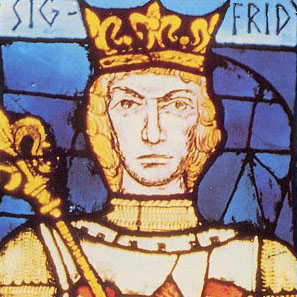
Siegfried I. Lucemburský

Na území současného Lucemburského velkovévodství byly nalezeny stopy lidského osídlení z paleolitu, z před více než více 35 000 let. Nejstaršími artefakty z tohoto období jsou ozdobné kosti nalezené v Oetrange. První důkaz civilizace pochází z neolitu (5. tisíciletí př. n. l.), z této doby byly nalezeny zbytky domů, v okolí dnešních obcí Grevenmacher, Diekirch, Aspelt a Weiler-la-Tour. Domy byly vyrobeny z kmenů stromů, proutěných zdí vyztužených bahnem a doškových střech z rákosí. Stopy po pravěkém hrnčířství z tohoto období byly nalezeny poblíž obce Remerschen. Na začátku doby bronzové důkazy o lidských sídlech mizí, ale znovu se vynořují v období od 13. do 8. století př. n. l. Tehdy zdejší obyvatelé již vyráběli keramiku i šperky. Nejdůležitější nálezy pocházejí z okolí obcí Nospelt, Dalheim, Mompach a Remerschen.
Zhruba od roku 600 př. n. l. do roku 100 obývali území Lucemburska Keltové. Zdejší kmen byl znám jako Treveři. Obýval oblast dolního toku řeky Mosely v jižních pásech rozlehlého Ardenského lesa (Arduenna Silva). Na severu, na západě a na jihu sousedili Treveři s Tungry, Remy a Mediomatriky, kteří byli spojenci Říma, zatímco na východě hraničili s germánskými Vangiony. Jejich hlavním sídlem byla pozdější římská kolonie a hlavní město provincie Belgica, Augusta Treverorum (dnešní Trevír v západním Německu). Je možné, že Treveři byli zčásti i germánského původu, archeologové tak soudí podle typu síňových domů. Něco naznačuje i jméno kmene, které znamená v překladu zhruba „překročitelé řeky“. Místní názvy jsou ale keltské, což patrně poukazuje na to, že místní keltský substrát absorboval menší skupiny příchozích Germánů, kteří sebou přinesli techniku stavby domů. Germánský element se mezi Trevery rozšířil pravděpodobně někdy během 3. století př. n. l. Nejvíce treverských archeologických památek je k nalezení na padesátihektarovém sídlišti u Titelbergu.
O Treverech víme relativně hodně díky tomu, že vstoupili do služeb Julia Caesara při jeho galském tažení. Byli s Římany nejvíce spolupracujícím galským kmenem a patrně se kulturně i dost romanizovali. Caesarovy komentáře v jeho Zápiscích o válce galské jsou nejstarším písemným dokladem o lidském osídlení území Lucemburska. Po Caesarově úspěšném tažení byli Treveři násilně začleněni do Římské říše, stali se občany provincie Gallia Celtica, s čímž se ale nesmířili. Po neúspěšných povstáních v letech 54–53 př. n. l. překročila většina treverských rodů řeku Rýn, aby se usadila po boku germánských kmenů.
Lucemburské území pak bylo ve 3. století osídleno germánskými Franky a Římany opuštěno v roce 406. Posléze se stalo součástí menšího merovejského království Austrasie. To bylo po smrti posledního merovejského krále roku 751 začleněno do Franské říše, v době jejího vrcholu za vlády Pipina III. a Karla Velikého.
Verdunská smlouva z roku 843 pak toto území přisoudila Středofranské říši, v roce 855 pak přešlo pod Lotharingii. Roku 959 se stalo součástí Lotrinského vévodství. Za mezník určující faktický vznik Lucemburského vévodství pak Lucemburčané považují postavení Lucemburského hradu roku 963. Byl vystavěn patrně na základech staré římské strážní věže. Jeho zakladatelem měl být Siegfried I., který přišel z Arden. Siegfried byl jedním ze synů moselského hraběte Wigericha a Kunigundy, která byla zřejmě z rodu západofranského krále Ludvíka Koktavého. Římskou strážnou věž Lucilinburhuc získal směnou od opata kláštera sv. Maximina v Trevíru.

## Vláda rodu Lucemburků

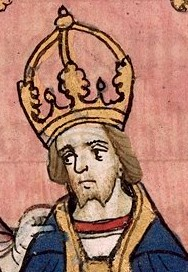
Jindřichem VII. Lucemburským začala zlatá éra Lucemburků

Síla země v následujících stoletích po vzniku lucemburského hradu stoupala. Kolem lucemburského hradu se postupně rozvíjelo město, které se stalo centrem malého, ale důležitého státu s velkou strategickou hodnotou pro Francii, Německo a Nizozemsko. Lucemburská pevnost, která se nachází na skalnatém návrší známém jako Bock, si díky svému impozantnímu obrannému systému a strategické poloze vysloužila přízvisko „Gibraltar severu“. Hrad kontroloval úsek staré římské silnice spojující Remeš a Trevír. Siegfriedův syn Jindřich V. Bavorský (vládl 998–1026) se stal bavorským vévodou, což se povedlo i řadě jeho následníků. Giselbert Lucemburský (1047–1059) nechal opevnit osadu pod hradem. Prvním knížetem, o němž je známo, že své sídlo měl trvale na lucemburském hradě, byl Jiří III. (1086–1096). Zlatou dobou středověké historie Lucemburska bylo panování dynastie obecně známé jako Lucemburkové. Podle spisu Jana z Arrasu odvozovali Lucemburkové svůj původ od bájné víly Meluzíny. Skutečnou zakladatelkou rodu však byla hraběnka Ermesinda (asi 1186 – 1247), jediný potomek hraběte Jindřicha IV. Slepého.

### Lucembursko ve svazku s českými zeměmi
Roku 1308 se rodu lucemburských hrabat dostalo velké cti: Jindřich VII. Lucemburský byl po smrti Albrechta Habsburského zvolen králem v římskoněmecké říši. Tím začaly zlaté časy lucemburského rodu a Lucemburska jako takového. Toto malé hrabství od té doby hýbalo evropskými dějinami. Poté, co jeviště dějin tak dramaticky roku 1306 opustili Přemyslovci, byl Jindřichovi roku 1310 nabídnut český trůn pro jeho jediného syna Jana. V Janovi Lucemburském se protnuly hned tři nástupnické principy: otec mu udělil Čechy v léno, oženil se s Eliškou Přemyslovnou a šlechta ho uznala za krále. Lucemburské hrabství se v roce 1354 přičiněním Karla IV. stalo vévodstvím. Prvním vévodou byl Václav Lucemburský, který z lucemburského dvora učinil kulturní centrum své doby, proslul především jako dlouholetý mecenáš kronikáře a básníka Jeana Froissarta, autora tzv. Kroniky stoleté války, která zachycuje události okolo vleklého sporu Anglie s Francií a mimo jiné také podle očitého vyprávění vojáků popisuje průběh bitvy u Kresčaku, kde padl Jan Lucemburský. Sám Václav byl význačný básník. Posledním Lucemburkem na lucemburském vévodském trůně byla Eliška Zhořelecká. Bezdětná Eliška se chtěla na převzetí lucemburského panství po její smrti dohodnout s burgundským vévodou Filipem III. Dobrým. Ten však na její smrt nečekal a roku 1441 ji z Lucemburska vyhnal. Tím skončila zlaté éra Lucemburků, jež byl propletená s českými dějinami. Vrcholné postavy této éry, lucemburská knížata a vévodové Jan Lucemburský, Karel IV., Václav Lucemburský, Václav IV., Jošt Moravský i Eliška Zhořelecká měli všichni vazby na české země. Karel, Jan a Václav IV. měli na hlavě i českou korunu. Karel a Václav Lucemburský se narodil v Praze, Eliška v Hořovicích, Jošt v Brně, kde se stal i markrabětem moravským.

## Období cizí vlády
Po krátkém období vlády burgundských vévodů připadlo Lucembursko v roce 1477 Habsburkům. Španělská linie rodu Habsburků vládla zemi v letech 1556–1684 a 1697–1700. V letech 1684–1697 bylo Lucembursko pod francouzskou vládou.
Rakouská větev rodu Habsburků zde vládla v letech 1714–1795. V letech 1795–1814 bylo Lucembursko opět po francouzskou nadvládou jako Département des Forêts.

## Nezávislost

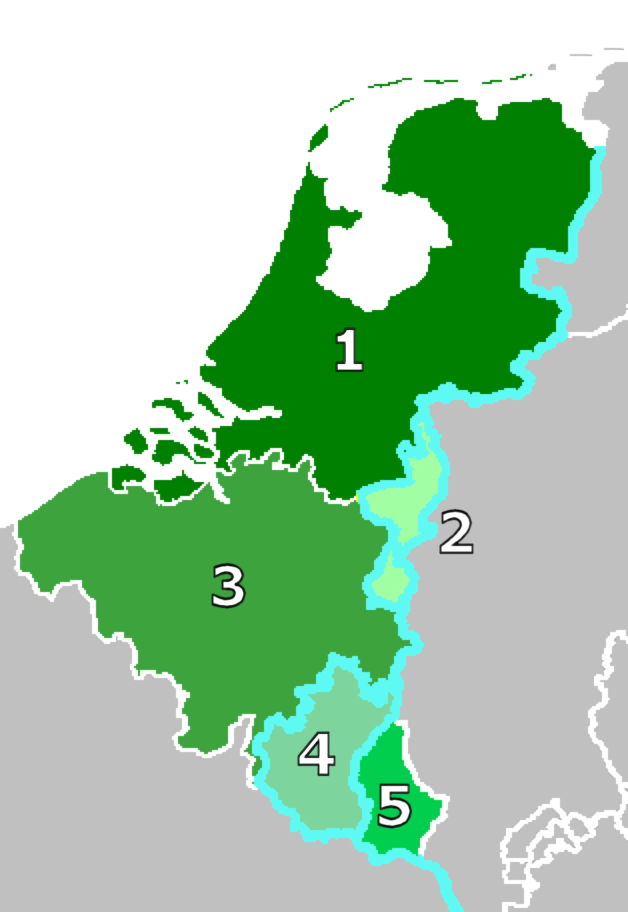
Historické Nizozemí po roce 1815
1, 2 a 3 Spojené království Nizozemské (do roku 1830)
1 a 2 Nizozemské království (po roce 1830)
2 Vévodství Limburské (mezi 1839–1867, člen Německé konfederace)
3 a 4 Belgie (po roce 1830)
4 a 5 Velkovévodství Lucemburské (do roku 1830)
4 Lucemburk (belgická provincie) (k Belgii v roce 1839)
5 Velkovévodství Lucemburské (tzv. německé Lucembursko; po roce 1839)
Azurově jsou hranice Německé konfederace.

V roce 1815 byla země díky Vídeňském kongresu povýšena na velkovévodství, stala se nezávislou a byla personální unii s Nizozemím, se kterým měla tedy společného panovníka. A té díky tomu že Lucembursko patřilo v minulosti ke Svaté říší římské a po roce 1815 k jejímu nástupci Německému spolku. 
V důsledku vyhlášení nezávislosti Belgie přišlo Lucembursko mezi lety 1830–1839 (kdy Belgii uznal niz. král a luc. velkovévoda), přibližně o polovinu svého, většinou frankofonního území, jež se stalo belgickou provincií Lucemburk. Zbylé území Lucemburského velkovévodství tedy zůstalo pouze německé později politicky uváděné jako lucemburské a navíc se díky uznání územní ztráty stalo neutrální a plně nezávislou zemí.

### Nástup vlastní dynastie
Od personální unie s Nizozemím se, ale Lucembursko nakonec oprostilo. A to tak, že po smrti nizozemského krále a lucemburského velkovévody Viléma III. v roce 1890, jelikož neměl syny nastoupila v Nizozemsku jako královna jeho jediná dcera Vilemína, která v té době měla 10 let a tak za ní do plnoletosti vládla její matka. Lucemburská ústava a rodinný pakt Nassavské dynastie však nepřipouštěla vládu ženám, pokud žili další mužství členové rodu schopní vlády a to podle polosalického práva. A tak se v roce 1890, v rámci ústavy, dynastické dohody a také přičiněním vládnoucích kruhů (s vidinou obohacení), stal lucemburským vévodou Adolf bývalý nasavský vévoda a synovec krále Viléma III. Velkovévoda Adolf vládl Lucembursku až do své smrti roku 1905.

## Dějiny v 20. a 21. století
V následujících dekádách Lucembursko spadlo do německé sféry zájmu, hlavně po utvoření vlastní vládnoucí dynastie v roce 1890. Po smrti velkovévody Adolfa v roce 1905, se stal velkovévodou jeho syn Vilém IV. Po jeho smrti však nastal zlom v dějinách Lucemburska, jelikož na trůn usedla žena. Stalo se to díky tomu, že velkovévoda Vilém IV. neměl syny a jediná další čistě mužská větev rodu byla prohlášena morganatickou a tak nemohla vládnout. A taky díky rodovému paktu dynastie Nasavských a změně lucemburské ústavy se stala velkovévodkyní Vilémova dcera Marie-Adéla Lucemburská. Marie-Adéla však po první světové válce abdikovala ve prospěch své sestry Šarloty, která vládla až do roku 1964.
Přestože Lucembursko bylo od roku 1867 neutrální země, 2. srpna 1914 bylo obsazeno Německem. 11. listopadu 1918 jej osvobodila spojenecká vojska. Lucembursko znovu obsadila německá armáda 10. května 1940. Velkovévodská rodina odešla do exilu v USA. Německé úřady prohlásily Lucemburčany za německé občany a asi 13 000 jich povolaly do německé armády. 2 848 lucemburských vojáků pak ve válce padlo. V reakci na nucené odvody proběhla po celé zemi od 1. do 3. září 1942 generální stávka. Spojenecká vojska zemi osvobodila koncem roku 1944. 
Přestože Lucembursko zpočátku vystupovalo jako neutrální země, kvůli opakované německé okupaci po II. světové válce stálo Lucemburské velkovévodství u zrodu Severoatlantické aliance, Organizace spojených národů a Evropského hospodářského společenství.
Po II. světové válce se Lucembursko stalo jednou z nejbohatších zemí na světě, hlavně díky silnému bankovnímu sektoru, politické stabilitě a evropské integraci.
V roce 1964, po abdikaci velkovévodkyně Šarloty, se vlády ujímá její syn velkovévoda Jan I. (Jean Lucemburský), jenž je však z dynastie Bourbonsko-Parmské (jeho otec byl Felix Bourbonsko-Parmský), název vládnoucí lucemburské dynastie se však nezměnil. Velkovévoda Jean v roce 2000 abdikoval ve prospěch svého syna Henriho I.